# Чернов, Евгений Дмитриевич
Евге́ний Дми́триевич Черно́в (12 марта 1930 Ленинград — 29 января 2016, Санкт-Петербург) — советский военный моряк-подводник, Герой Советского Союза (31.01.1978). Вице-адмирал (30.10.1981). Командующий 1-й флотилией подводных лодок Северного флота (1980—1986).

## Биография
Житель блокадного Ленинграда. Окончил Ленинградское военно-морское подготовительное училище (1946—1949).
В Военно-морском флоте с 1949 года. Окончил 1-е Балтийское высшее военно-морское училище (1949—1953), Высшие специальные офицерские классы ВМФ (1959—1960), Военно-морскую академию заочно в 1967 году, Высшие академические курсы руководящего состава ВМФ при Военной академии Генерального штаба Вооружённых Сил имени К. Е. Ворошилова в 1984 году.
Службу проходил на подводных лодках Северного флота: с августа 1953 — командир торпедной группы, с мая 1954 — командир БЧ-2-3, с ноября 1955 — помощник командира, с декабря 1956 — старший помощник командира подводной лодки «С-80». С сентября 1959 года служил старшим помощником командира подводной лодки «С-231». В мае 1960 года переведён на атомные подводные лодки и назначен старшим помощником командира АПЛ «К-16». С декабря 1962 года — командир атомной крейсерской подводной лодки «К-38», который являлся головным кораблём второго поколения отечественных АПЛ. С августа 1971 — начальник штаба — заместитель командира, с апреля 1973 года — командир 3-й дивизии подводных лодок Северного флота. Контр-адмирал (25.04.1975).
С июня 1976 года — заместитель командующего, с февраля 1980 — командующий 1-й флотилией подводных лодок Краснознамённого Северного флота. Продолжал много плавать, в 1974, 1977 и в 1979 годах был руководителем переходов АПЛ при переходах с Северного на Тихоокеанский флот и старшим на борту во время этих походов. В них отрабатывались сложные задачи плавания и боевой подготовки в условиях сплошного ледяного покрова. В 1980 году был старшим на борту в походе АПК «К-524» на Северный полюс.
Указом Президиума Верховного Совета СССР от 31 января 1978 года за успешное освоение новой военно-морской техники, выполнение заданий командования и проявленные при этом мужество и отвагу контр-адмиралу Чернову Евгению Дмитриевичу присвоено звание Героя Советского Союза с вручением ордена Ленина и медали «Золотая Звезда».
С июня 1986 года — заместитель начальника Военно-морской академии имени Маршала Советского Союза А. А. Гречко по учебной и научной работе. Кандидат военных наук (1988). В июне 1990 года уволен в отставку.
Жил в Санкт-Петербурге. В 1990—1997 годах работал ведущим научным сотрудником проблемной научной лаборатории Кораблестроительного института. Занимался общественной работой, был председателем правления Санкт-Петербургской общественной благотворительной организации "Общество памяти атомной подводной лодки К-278 «Комсомолец». Автор книги «Тайны подводных катастроф», вызвавшей после её издания большой общественный резонанс и заявление в суд на автора от адмирала О. А. Ерофеева, названного Черновым в числе виновников двух катастроф.
Похоронен на Серафимовском кладбище (уч. 11В).

## Награды
- Герой Советского Союза (31.01.1978)
- Два ордена Ленина (1970, 1978)
- Орден Октябрьской Революции (1985)
- Орден «За службу Родине в Вооружённых Силах СССР» III степени (1976)
- Ряд медалей СССР
- Именное оружие
- Почетный полярник (1981)
- Почетный гражданин города Заозёрска (1986)[2]

Могила Е. Д. Чернова на Серафимовском кладбище Санкт-Петербурга.

## Сочинения
- Чернов Е. Д. Тайны подводных катастроф: К-429, К-219, К-278, К-141, ? — СПб.: Нева; М.: ОЛМА-пресс, 2002. — 478 с. — (Серия «Досье»).; ISBN 5-7654-2096-6.